# Marco (figlio di Basilisco)
Flavio Marco (in latino Flavius Marcus; ... – Cappadocia, inverno 476 – 477) fu Imperatore romano d'Oriente insieme al padre Basilisco; regnò per un breve periodo (475–agosto 476), fino a quando l'imperatore Zenone, che era stato deposto da Basilisco, non riprese il trono.
Figlio di Basilisco e di Elia Zenonide, Marco fu proclamato Cesare nel 475 e successivamente nominato Augusto, diventando quindi co-imperatore insieme al padre. Furono coniate diverse monete in suo nome.
Quando Zenone, che era stato deposto da Basilisco, riconquistò Costantinopoli, Marco e i suoi genitori cercarono rifugio in una chiesa; Zenone promise di non versare il loro sangue, e Basilisco si consegnò con la famiglia, ma Zenone li fece rinchiudere in una fortezza della Cappadocia in cui morirono di stenti nell'inverno 476–477.

## Monetazione

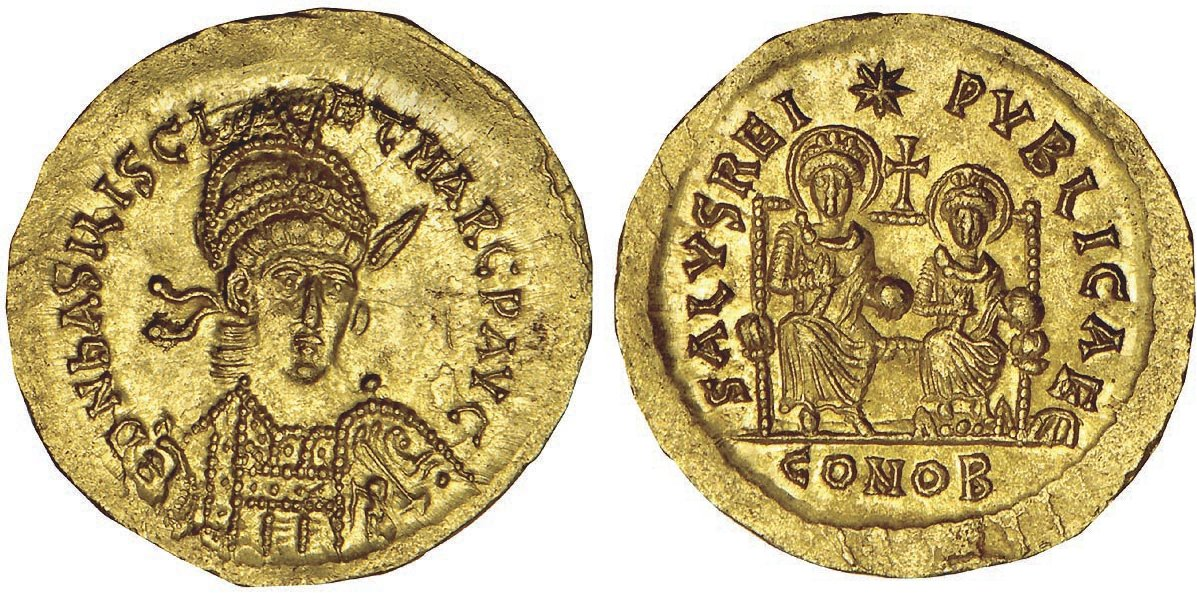
Solido della tipologia con due imperatori intronati e la legenda. L'officina della zecca di Costantinopoli è la quinta, indicata dalla lettera 'Є'.

La monetazione di Marco testimonia sia il suo periodo come Cesare sia quello come Augusto. Le monete coniate in nome di Marco cesare sono due solidi, uno raffigurante al rovescio due sovrani intronati e uno della tipologia «Croce con Vittoria»; entrambi i tipi recano al dritto la legenda d n basilisci et marci c, ovvero «di Nostro Signore Basilisco e di Marco Cesare» (il genitivo potrebbe essere stato un errore). L'estrema rarità di questi solidi è testimonianza della brevità del regno di Marco come Cesare.
La monetazione di Marco come Augusto è più numerosa e comprende sia monete auree sia di rame, tutte della zecca di Costantinopoli. I solidi recano al dritto la legenda d n basilisci et marc p avc, «dei Nostri Signori Basilisco e Marco perpetui Augusti»; il rovescio è della tipologia «Croce e Vittoria» o di quella più rara con due imperatori intronati (con Marco molto più piccolo del padre) e la legenda salvs reipvblicae seguita dalla lettera dell'officina. Sono noti anche semissi e tremissi. Alcuni nummi sono stati ritrovati in tesoretti del tardo-V e inizio-VI secolo, e recano monogrammi con le lettere  b s m r.